# Licancabur

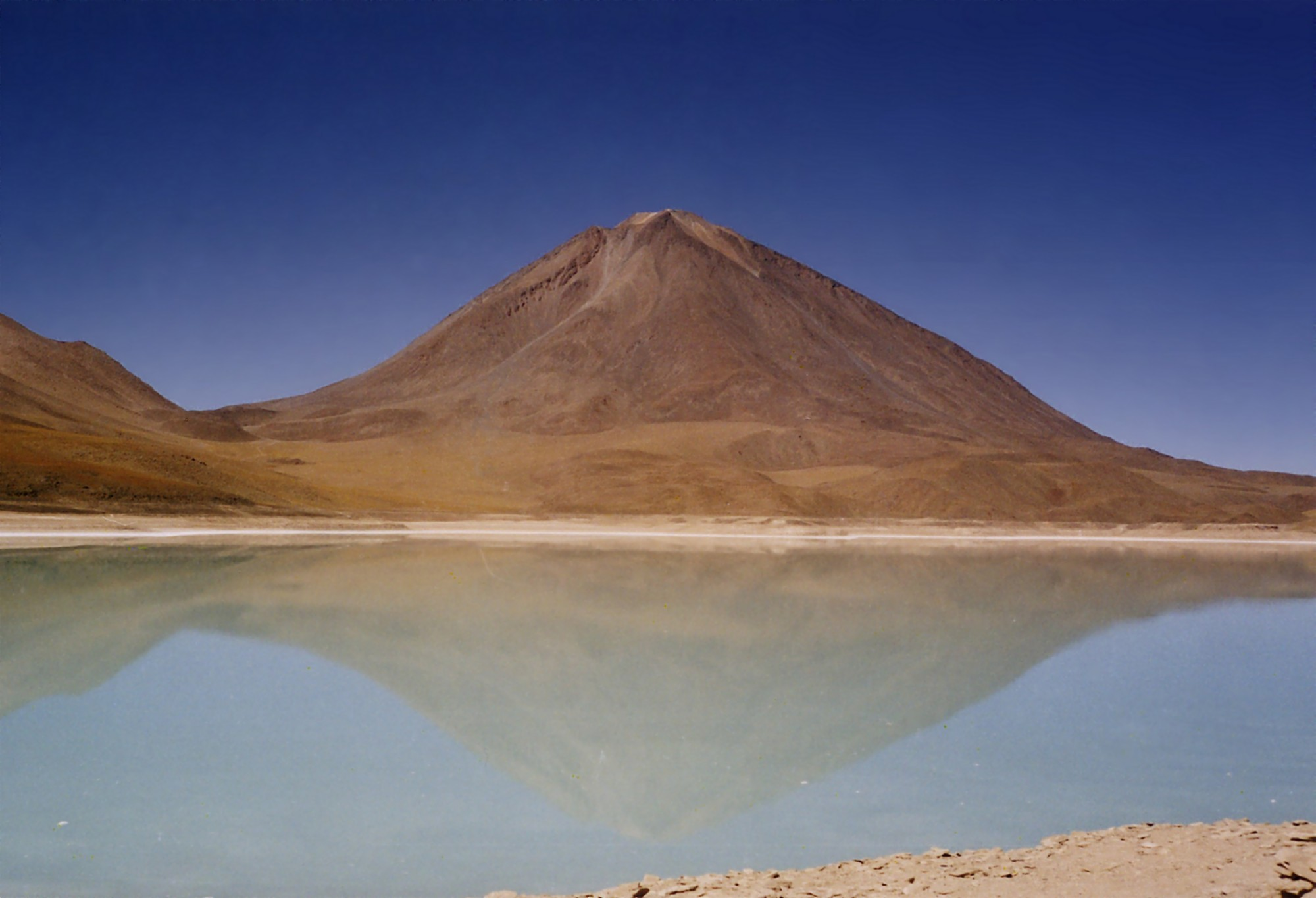
El Licancabur i la Laguna Verde

Licancabur és un volcà situat a la frontera entre Xile i Bolívia al costat de la Laguna Verde. La seva última erupció ocorregué en l'Holocè. Es troba dins la Reserva Nacional de Fauna Andina Eduardo Abaroa al departament de Potosí. Gràcies a la calor volcànica que desprèn el volcà, el llac mai es congela totalment.